# Augusto Camerini
Augusto Camerini (* 21. Januar 1894 in Rom; † 18. Dezember 1972 ebenda) war ein italienischer Maler, Zeichner und Filmregisseur.

## Leben
Camerini war ein recht erfolgreicher Maler; bekannter jedoch war er als humoristischer Zeichner und Karikaturist für zahlreiche Zeitschriften wie Travaso delle idee, Contachiaro und Paese sera. Zwischen 1920 und 1922 widmete er sich auch dem Kino, für das er bereits zuvor einmal als Bühnenmaler tätig war. Mit dem Beginn der Tonfilmzeit widmete er sich neben seiner malerischen Tätigkeit auch der Buchillustration und führte 1933 ein weiteres Mal Regie; seinem Bruder Mario oblag die Gesamtleitung.
Nach dem Zweiten Weltkrieg betätigte sich Camerini wiederum in filmischen Funktionen; er war Regieassistent bei Giorgio Bianchi 1947 und 1948 und Drehbuchautor bei drei weiteren Streifen Mitte der 1950er Jahre.

## Filmografie (Auswahl)
- 1920: Il fiore del Caucaso (Regie)
- 1933: Cento di qusti giorni (Regie)
- 1955: Eine Frau für schwache Stunden (La bella mugnaia) (Drehbuch)